# Nguyễn Xuân Hoàng (trung tướng)
Nguyễn Xuân Hoàng (1918-1987), tên thật Nguyễn Văn Bàn, là một sĩ quan cấp cao trong Quân đội nhân dân Việt Nam, hàm Trung tướng, nguyên Viện trưởng Viện Lịch sử quân sự Bộ quốc phòng, Trưởng ban B68 (đầu tiên), Phó Chính ủy Quân khu 4, Chính ủy Bộ Tư lệnh Pháo binh, Chính ủy Học viện Quân chính, Cục trưởng Cục xuất bản Tổng cục Chính trị, Tổng biên tập Báo Quân đội nhân dân, Tư lệnh kiêm Chính ủy Quân tình nguyện Việt Nam tại Campuchia.

## Thân thế và sự nghiệp
Ông quê tại xã Minh Tân, huyện Kiến Xương, tỉnh Thái Bình.
Năm 1937, ông tham gia cách mạng hoạt động ở địa phương.
Năm 1938, ông được kết nạp vào Đảng Cộng sản Đông Dương, là Biên tập viên Báo Đảng của tỉnh Thái Bình.
Từ năm 1942 đến năm 1945, ông bị thực dân Pháp bắt giam ở Hoả Lò và đầy đi Côn Đảo. 
Tháng 9 năm 1945, ông ra tù, tiếp tục công tác, làm nhiệm vụ đào tạo cán bộ chính trị cho Khu 9.
Tháng 3 năm 1946, ông tham gia xây dựng khu căn cứ An Liêm-Minh Lương.
Từ năm 1946 đến năm 1947, ông phụ trách tờ báo của Khu 9.
Tháng 9 năm 1948, ông là Trưởng phòng Chính trị Khu 9.
Từ tháng 6 năm 1950 đến tháng 7 năm 1954, ông là Trưởng phòng Chính trị, Chỉ huy phó Khu Tây Bắc, Tư lệnh kiêm Chính uỷ BTL Quân tình nguyện Việt Nam tại Campuchia 
Tháng 7 năm 1955, ông là Phó cục trưởng Cục Tuyên huấn Tổng cục Chính trị.
Tháng 7 năm 1956, ông là Phó giám đốc Trường Chính trị Trung cao Quân đội.
Tháng 6 năm 1959, ông là Chính uỷ Binh chủng Pháo binh. 
Từ tháng 4 năm 1961 đến tháng 4 năm 1966, ông là Tổng biên tập Tạp chí Quân đội nhân dân. Cục trưởng Cục Xuất bản Tổng cục Chính trị, Chính uỷ Học viện Quân chính, Chính uỷ Bộ Tư lệnh Pháo binh.
Từ tháng 5 năm 1966 đến tháng 6 năm 1969, ông là Phó chính uỷ Quân khu 4, kiêm Chính uỷ, Bí thư Đảng uỷ Mặt trận B5 Bắc Quảng Trị.
Tháng 7 năm 1969, ông là Phó viện trưởng Viện Khoa học Quân sự Bộ Quốc phòng.
Năm 1970, ông kiêm Phó trưởng ban Công tác miền Tây (CP-38). 
Năm 1978, ông là Trưởng ban B68, giúp cách mạng Campuchia
Tháng 3 năm 1979, ông là Phó viện trưởng Học viện Quân sự cấp cao.
Từ tháng 8 năm 1981 đến năm 1983, ông là Viện trưởng Viện Lịch sử Bộ Quốc phòng.
Năm 1984, ông nghỉ hưu
Thiếu tướng (1974), Trung tướng (1986). 

## Khen thưởng
Huân chương Hồ Chí Minh (truy tặng)
Huân chương Độc lập hạng Nhất
Huân chương Quân công hạng Nhất
Huân chương Kháng chiến hạng Nhất
Huân chương Kháng chiến chống Mỹ hạng Nhất
Huân chương Chiến công (hạng Nhất, Nhì, Ba)
Huy hiệu 40 năm tuổi Đảng